# Массовое убийство в начальной школе Данблейна
Массовое убийство в начальной школе Данблейна — расстрел учащихся и сотрудников начальной школы города Данблейна (Великобритания), совершённый 43-летним местным жителем Томасом Гамильтоном 13 марта 1996 года. Вооружённый двумя самозарядными пистолетами и двумя револьверами, Гамильтон убил 16 детей и одного взрослого, а также ранил 16 человек, после чего застрелился сам. 
Наряду с массовыми убийствами в Хангерфорде и Камбрии, расстрел в Данблейне является одним из самых крупных массовых убийств гражданского населения с применением огнестрельного оружия в истории Великобритании.
Расстрел в Данблейне сподвиг правительство Великобритании на принятие закона, запретившего частным лицам владеть магазинным оружием.

## Ход событий
13 марта 1996 года 43-летний безработный Томас Гамильтон зашел в здание начальной школы Данблейна, имея при себе два самозарядных пистолета Browning HP и два револьвера Smith & Wesson Model 19. Всё оружие Гамильтона было приобретено им в соответствии с действовавшими в то время законами. Гамильтон имел при себе 743 патрона и произвёл 109 выстрелов. Впоследствии было установлено, что он попеременно чередовал стрельбу цельнометаллическими и экспансивными пулями.
Войдя в школу, Гамильтон направился к спортзалу и открыл огонь по учащимся первого начального класса (англ. Primary One class) — пяти- и шестилетним детям, убив или ранив всех находившихся в помещении, кроме одного. Жертвами убийцы в спортзале стали пятнадцать детей и их учительница, Гвен Мэйор, безуспешно попытавшаяся спасти своих учеников. Покинув зал через запасной выход, Гамильтон отправился на игровую площадку, где в это время проходил урок на открытом воздухе. Учительница того класса уже услышала выстрелы и приказала детям спрятаться под столы. Большинство пуль, выпущенных Гамильтоном, застряли в книгах, мебели и игровом оборудовании площадки. Он также сделал несколько выстрелов по школьному коридору, где в это время находилась группа детей с учителем, который получил ранение. После этого Гамильтон вернулся в спортзал и совершил самоубийство при помощи револьвера.
Прибывшие сотрудники «скорой помощи» увезли в больницу четырнадцать раненых (11 детей и трое взрослых), по прибытии в который скончалась шестилетняя Мхэри Изабель Макбит (англ. Mhairi Isabel MacBeath). Ещё двум раненым помощь была оказана на месте.

## Погибшие
В скобках указан возраст в годах. Сам стрелок не учитывается.
1. Виктория Клайдсдел (5)
2. Эмми Крозир (5)
3. Мелисса Карри (5)
4. Шарлотт Данн (5)
5. Кевин Хасселл (5)
6. Росс Ирвайн (5)
7. Дэвид Керр (5)
8. Мхэри Макбит (6)
9. Брет Маккиннон (6)
10. Абигэйл Макленнан (5)
11. Эмили Мортон (5)
12. Софи Локвуд-Норт (5)
13. Джон Петри (5)
14. Джоанна Росс (5)
15. Ханна Скотт (5)
16. Меган Тернер (5)
17. Гвен Мэйор (45)

## Преступник
Томас Уотт Гамильтон (англ. Thomas Watt Hamilton) родился 10 мая 1952 года в Глазго, Шотландия.
Проживая в Данблейне, Гамильтон был лидером скаутского отряда, но был обвинён в непристойном поведении относительно детей. Люди, от которых исходили жалобы, утверждали, что Гамильтон несколько раз фотографировал полураздетых детей без родительского согласия, а во время длительных походов дважды вынуждал детей спать с ним в одном фургоне. 13 мая 1974 года окружной комиссар скаутского движения отозвал лицензию Гамильтона на право быть главой скаутского отряда, заявив о «подозрительных намерениях Гамильтона по отношению к мальчикам». Позже Гамильтон утверждал, что слухи о нём привели к закрытию его магазина в 1993 году, а попытки организовать клуб для мальчиков были враждебно встречены местными властями и скаутским движением. Он направлял жалобы королеве Елизавете II, членам местного Парламента и лично члену Парламента барону Майклу Форсайту. О частном споре с Гамильтоном относительно его попыток организовать клуб для мальчиков через день после расстрела в школе вспоминал также член Парламента Джордж Робертсон.
19 марта 1996 года тело Томаса Гамильтона было кремировано во время частной церемонии.

## Влияние
После трагедии местные жители основали «Сеть по контролю над оружием», которую поддержали родственники жертв массового убийства в Хангерфорде. Семьи жертв инициировали кампанию, ставившую целью запретить продажу самозарядного оружия в Великобритании. Кампанию, получившую название «Подснежниковая петиция» (в марте в Шотландии зацветают подснежники), поддержали более 705 тысяч человек, причём более 428 тысяч подписей было собрано благодаря усилиям шотландской газеты «Sunday Mail» (рус. Воскресная почта).
Широкий общественный резонанс привёл к тому, что через два месяца после бойни правительство Шотландии выступило с предложением к Парламенту Великобритании усилить контроль над огнестрельным оружием, также указав, что полный запрет находится в интересах населения страны. Отчёт также включал рекомендации по улучшению обеспечения безопасности в школах и проверку людей, работающих с детьми младше 18 лет. Специальный комитет внутренних дел согласился с поправкой, направленной на усиление контроля над оружием, но высказался против полного запрета пистолетов.
В 1997 году Консервативное правительство Великобритании одобрило поправку к закону об огнестрельном оружии, запретившую частным лицам продажу и владение всеми видами магазинного оружия на территории Англии, Шотландии и Уэльса. Поправка не распространялась на однозарядное оружие калибра .22 с патронами кольцевого воспламенения. В том же году после выборов нового правительства Лейбористская партия во главе с Тони Блэром приняла вторую поправку к этому же закону, запретив и оружие калибра .22. Поправка оставила незапрещёнными только некоторые виды спортивного оружия (крупноразмерные пистолеты), а также дульнозарядное оружие. Запрет не распространяется на Северную Ирландию, остров Мэн и Нормандские острова.